# Ali Boumnijel
Ali Boumnijel (* 13. April 1966 in Menzel Jemil) ist ein ehemaliger tunesischer Fußballspieler.
Der tunesische Nationalspieler begann seine Laufbahn als Torwart beim FC Gueugnon, wo er jedoch keinen einzigen Einsatz hatte. Sein erstes Profi-Spiel absolvierte er am 20. Oktober 1991 für die AS Nancy in einem Spiel gegen AJ Auxerre, welches seine Mannschaft mit 3:1 verlor. Danach kehrte er zu seinem vorherigen Verein zurück, für den er dann fünf Saisons spielte, bis er 1997 zum SC Bastia wechselte, für den er sechs Jahre lang unter Vertrag stand. Danach verbrachte er noch eine Saison (2003/04) beim FC Rouen. Nach Ende dieser Spielzeit fand er jedoch, nicht zuletzt auf Grund seines inzwischen für Fußballspieler recht hohen Alters, keinen französischen Verein mehr, der ihn unter Vertrag nehmen wollte, so dass er zurück in seine Heimat zum tunesischen Fußballklub Club Africain wechselte. Nach der Saison 2006/07 beendete er seine Karriere.
Aktuell ist er Torwarttrainer der chinesischen Fußballnationalmannschaft.

## Nationalmannschaft
In der tunesischen Nationalmannschaft kam er das erste Mal am 27. November 1991 im Rahmen eines Spiels gegen die Elfenbeinküste zum Einsatz. Sein nächstes Länderspiel ließ fünf Jahre auf sich warten. Rechtzeitig zur Weltmeisterschaft 1998 war Boumnijel wieder der Torwart Nummer eins, bis der damalige Nationaltrainer Henryk Kasperczak Chokri El Ouaer den Vorzug gab.
Dieser blieb Stammtorhüter bis kurz vor der WM im Jahre 2002. Er musste jedoch wegen anhaltender Rückenprobleme zurücktreten. Seitdem war Boumnijel Tunesiens Stammtorhüter. Auch bei den Spielen der Weltmeisterschaft 2006 stand der mit 40 Jahren älteste Spieler des Turniers im Tor der tunesischen Nationalmannschaft.

## Erfolge

### Im Verein
| - SC Bastia - Französischer Pokal - Finalist: 2002 |  | - Club Africain - Tunesischer Pokal - Finalist: 2006 - Tunesische Meisterschaft - Vizemeister: 2007 |

### Nationalmannschaft
- Sieger (1): Fußball-Afrikameisterschaft 2004